# Walter Mischel
Walter Mischel   (Viena, 22 de febrer de 1930 - Manhattan, 12 de setembre de 2018) fou un psicòleg i professor universitari austríac, especialitzat en la teoria de la personalitat. Establert als Estats Units, exercí de professor a la Universitat Stanford i, a partir del 1983, a la Universitat de Colúmbia.
Un estudi de la Review of General Psychology, publicat l'any 2002, l'assenyalà com el 25è psicòleg més citat del segle xx.
Mischel és famós per un estudi longitudinal (al llarg del temps), el Marshmallow Test, que va mostrar la importància del control dels estímuls i del reforç retardat en l'èxit tant acadèmic com emocional i social. En els anys 1960 i 1970 va posar un núvol a l'abast d'un grup d'infants de quatre anys explicant-los que podien agafar-lo de seguida o esperar uns minuts i agafar-ne dos quan ell tornés. Després de catorze anys de seguiment, Mischel va descobrir que els impulsius i mancats d'autocontrol tenien baixa autoestima i llindars baixos de frustració, mentre que els que havien esperat i controlat millor els desitjos eren persones socialment més competents i amb major èxit acadèmic.